# El Guincho
El Guincho, de son vrai nom Pablo Díaz-Reixa Díaz (né le 17 novembre 1983 à Las Palmas de Grande Canarie), est un musicien, compositeur et producteur espagnol.

## Biographie
Avant de commencer sa carrière solo, El Guincho est le batteur du groupe Coconot et participe dans d'autres groupes comme La Orquesta de la Muerte. El Guincho se lance ensuite dans la musique électronique où il utilise des samples de musique tropicale et des rythmes africains.
El Guincho sort en 2006 son premier album, Folías. En 2007, il lance son deuxième album, Alegranza, qui est bien accueilli par la critique musicale espagnole. Ainsi la revue Rockdelux le situe à la troisième place des meilleurs albums de l'année. En 2009, il commence à publier quatre EP avec des remixes de deux chansons de l'album Alegranza (Antillas et Kalise), avec la participation d'Architecture in Helsinki, Delorean et Prins Thomas.
En 2010, il sort son troisième album, Pop Negro dont le premier single est Bombay. L'album est très bien reçu et est désigné meilleur disque de l'année par les revues Mondosonoro et Rockdelux. Ce dernier magazine désigne aussi Bombay comme la meilleure chanson espagnole et meilleur vidéoclip de l'année. En 2016, il sort son quatrième album, Hiperasia. En 2018, il compose et produit l'album de la chanteuse Rosalía, El mal querer qui remporte deux Latin Grammy Awards. En 2019, il produit les chansons de Lous and the Yakuza.

## Discographie

### Albums studio
- 2006 : Folías (DC/Luv Luv)
- 2007 : Alegranza (Discoteca Océano, Junk)
- 2010 : Pop negro (Young Turks)
- 2016 : Hiperasia (Everlasting Records, Canada Editorial)

### EP
- Antillas 1
- Antillas 2
- Kalise 1
- Kalise 2
- Piratas de Sudamérica, Vol 1

### Productions
- 2018 : Rosalía - El mal querer
- 2020 : Lous and the Yakuza -  Gore
- 2024 : Charli XCX - Everything is Romantic